# Leptobrachium leucops
Espèce
Statut de conservation UICN

 VU B1ab(i,iii) : Vulnérable
Leptobrachium leucops est une espèce d'amphibiens de la famille des Megophryidae.

## Répartition
Cette espèce est endémique du Viêt Nam. Elle se rencontre entre 1 558 et 1 900 m d'altitude dans les provinces de Lâm Đồng et de Khánh Hòa.

## Publication originale
- Stuart, Rowley, Tran, Le & Hoang, 2011 : The Leptobrachium (Anura: Megophryidae) of the Langbian Plateau, southern Vietnam, with description of a new species. Zootaxa, no 2804, p. 25-40 (texte intégral).